# Car Crash
Car Crash è un film del 1981 diretto da Antonio Margheriti.

## Trama
Un pilota, Paul e il suo meccanico, Nick, gareggiano in gare stock car. Un boss delle scommesse clandestine, Eli Wronsky, costringe Paul a perdere una gara a cui partecipa, ma Paul non si sottomette e la vince, così il boss gli distrugge la macchina. Nick chiede aiuto ad un suo carissimo amico, Paquito, questi aveva preparato una macchina per lui, ma, a seguito di un pestaggio da parte degli uomini di Wronsky, ha perso l'uso di una gamba e non può più guidare, la cede ai due per partecipare alla gara clandestina chiamata Car Crash. Durante il tragitto per recarsi alla Car Crash i due salvano una ragazza, Janice, che commercia in reperti archeologici, da malviventi che non vogliono fargli vendere una statuetta a un ricco collezionista, mister Kirby.
Paul, ormai innamorato di Janice, e Nick accompagnano Janice da Kirby per vendere la statuetta, ma questi gli dirà che purtroppo è falsa. Kirby è anche appassionato di automobili e vorrebbe acquistare la vettura di Paul e Nick: al rifiuto dei due sfida Paul a una gara nel suo parco privato. Paul vince e Kirby scommette in segreto su Paul come vincitore della Car Crash. Prima della gara Nick riceve la notizia che Paquito è stato ucciso dagli uomini di Wronsky; inoltre Paul scopre che Janice era d'accordo con Wronsky per distrarlo e non farlo partecipare alla gara. Paul vince la Car Crash, abbraccia Janice e Wronsky perde il giro di scommesse clandestine.

## Curiosità
La vettura dei protagonisti è una Pontiac Firebird del 1973. La vettura di Kirby è una Pontiac Firebird del 1977.